# Tour de Flandes 1925
El Tour de Flandes 1925 és la 9a edició del Tour de Flandes. La cursa es disputà el 29 de març de 1925, amb inici i final a Gant i un recorregut de 228 quilòmetres.
El vencedor final fou el belga Julien Delbecque, que s'imposà a l'esprint al seu company d'escapada, Joseph Pe, en l'arribada a Gant. Hector Martin acabà en tercera posició.

## Classificació final
|    | Ciclista                | Equip               | Temps      |
| -- | ----------------------- | ------------------- | ---------- |
| 1  | Julien Delbecque (BEL)  | Armor-Dunlop        | 8h 49' 00" |
| 2  | Joseph Pe (BEL)         |                     | m. t.      |
| 3  | Hector Martin (BEL)     | J.B.Louvet-Pouchois | + 4' 45"   |
| 4  | Charles Juseret (BEL)   |                     | + 4' 45"   |
| 5  | Adolf van Bruaene (BEL) | La française        | + 4' 45"   |
| 6  | Maurice de Waele (BEL)  | Wonder              | + 9' 15"   |
| 7  | Aimé Dossche (BEL)      |                     | + 9' 15"   |
| 8  | Leon Luites (BEL)       |                     | + 10' 15"  |
| 9  | Jean Hardy (BEL)        |                     | + 10' 15"  |
| 10 | Marcel Houyoux (BEL)    |                     | + 10' 15"  |